# 豊田統括センター
豊田統括センター（とよだとうかつセンター）は、東日本旅客鉄道（JR東日本）八王子支社の駅・運転士・車掌を所管する組織である。
2024年3月16日に八王子営業統括センターの一部に、豊田運輸区を統合して発足。

## 所管

### 駅
- 豊田駅 - 所長所在駅
- 日野駅

### 運輸
- 豊田駅構内に設置（旧豊田運輸区）
- 担当線区（運転士）
- 中央本線：東京～大月間（御茶ノ水〜三鷹間は急行線のみ担当。また、211系で運転される普通列車は担当しない）
  - 山手貨物線：新宿〜大崎間（臨時列車のみ）
  - 特急列車：あずさ（1本のみ東京〜新宿間を担当）、富士回遊（E257系500・5500番台で運転される臨時列車のみ）
- 担当線区（車掌）
  - 中央本線：東京～大月間（御茶ノ水〜三鷹間は急行線のみ担当。また、211系で運転される普通列車は担当しない）

## 歴史
- 2024年3月16日 - 八王子営業統括センターの一部（豊田、日野の各駅）に、豊田運輸区を統合し、豊田統括センター発足。豊田運輸区を廃止する。

| スタブアイコン | サブスタブ | この項目は、まだ閲覧者の調べものの参照としては役立たない、鉄道に関連した書きかけの項目です。この項目を加筆・訂正などしてくださる協力者を求めています（P:鉄道/PJ:鉄道）。 |